# Letzte Ritter farkasfalka (1941)
A Letzte Ritter farkasfalka a Kriegsmarine tengeralattjárókból álló második világháborús támadóegysége volt, amely összehangoltan tevékenykedett 1941. november 25. és 1941. december 4. között az Atlanti-óceán északi részén, főleg a Brit-szigetektől nyugat-délnyugatra, Grönlandtól délkeletre. A Letzte Ritter (Utolsó lovag) farkasfalka három búvárhajóból állt, hajót nem süllyesztettek el. A tengeralattjárók nem szenvedtek veszteséget.

## A farkasfalka tengeralattjárói
| A hajó száma | Parancsnoka                     | Részvétel kezdete  | Részvétel vége    |
| ------------ | ------------------------------- | ------------------ | ----------------- |
| U–69         | Wilhelm Zahn                    | 1941. november 25. | 1941. december 3. |
| U–201        | Adalbert Schnee                 | 1941. november 25. | 1941. december 4. |
| U–402        | Siegfried Freiherr von Forstner | 1941. november 25. | 1941. december 4. |